# Hyphessobrycon minor
Hyphessobrycon minor är en fiskart som beskrevs 1909 av Marion Durbin Ellis. Den ingår i släktet Hyphessobrycon och familjen Characidae. Inga underarter finns listade i Catalogue of Life.